# Nitriansky Hrádok
Nitriansky Hrádok (bis 1948 slowakisch „Malý Várad“; ungarisch Kisvárad – bis zum frühen 19. Jahrhundert nur Várad) ist eine ehemalige Gemeinde und seit 1976 ein Stadtteil von Šurany in der Südslowakei. Der Ort befindet sich im slowakischen Donautiefland am Zusammenfluss von Malá Nitra mit der Nitra, zwei Kilometer südöstlich der eigentlichen Stadt gelegen.

## Geschichte

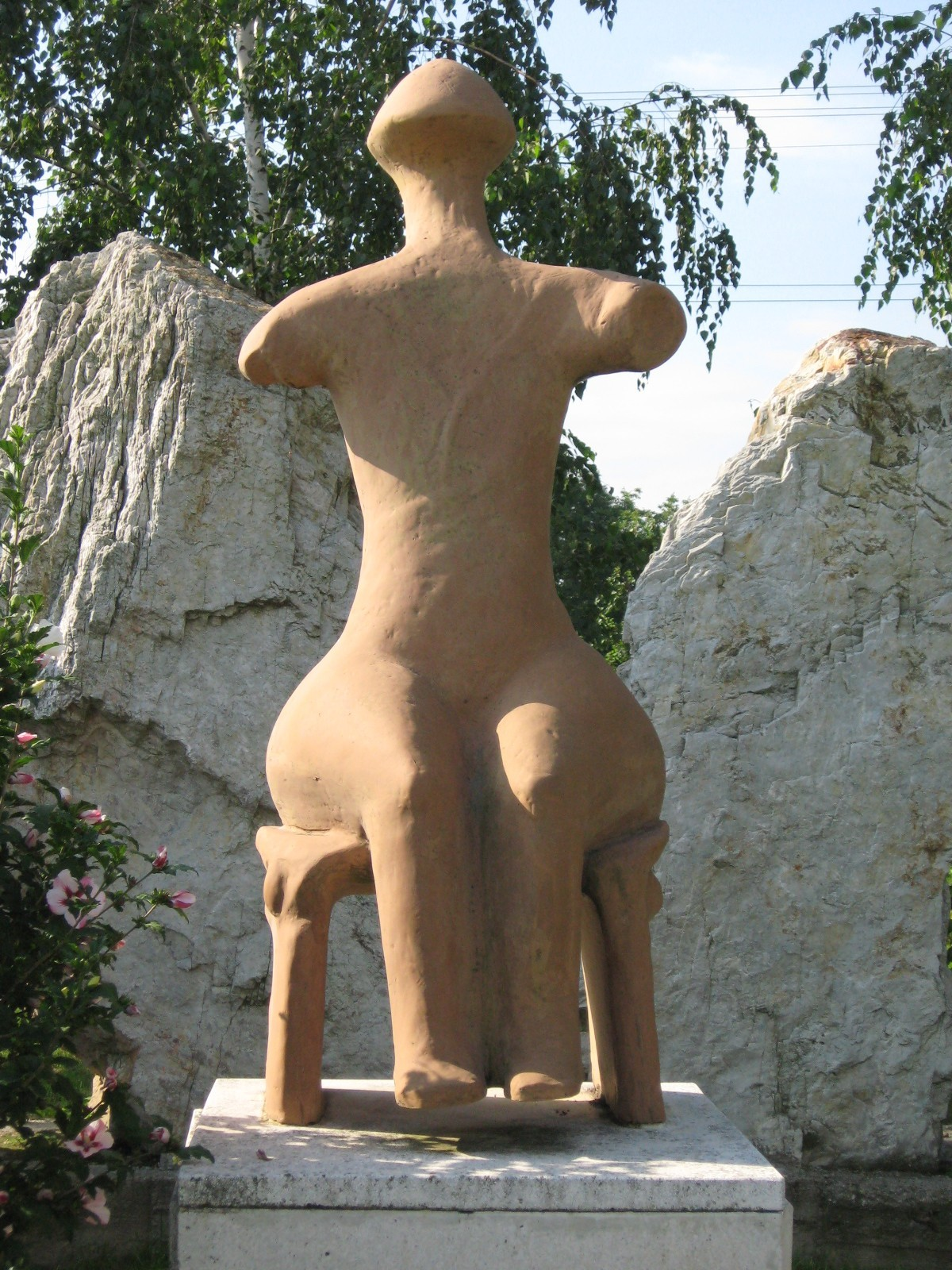
Denkmal an die Venus von Hrádok

An der archäologischen Stätte Zámeček wurden zahlreiche Objekte, die eine Besiedlung von der Jungsteinzeit bis zur Ankunft der Slawen beweisen, gefunden. Es wurden hier Überreste einer Siedlung der jungsteinzeitlichen Lengyel-Kultur, einer Siedlung mit Keramik des Typs Boleráz, einer Siedlung und Grabstätte der Maďarovce-Kultur aus der älteren Bronzezeit, einer Siedlung aus der Hallstattzeit sowie einer Grabstätte aus der Latènezeit. Weiter gab es hier eine befestigte keltisch-dakische Siedlung mit Resten eines Tors und einer Palisade, Grabstätte aus der Zeit der Völkerwanderung und eine slawische Siedlung aus dem 6. Jahrhundert.  Dank der zahlreichen Funden erhielt die Fundstätte den Beinamen „Slowakisches Troja“.
Ein bekannter Fund ist eine 27 cm große sitzende Venusfigurine aus der Zeit von 4000 bis 3500 v. Chr., die nach der Fundstelle den Beinamen Hrádocká venuša (Venus von Hrádok) erhielt. Eine Abbildung zierte 2-Kronen-Stücke der Slowakischen Krone (1993–2008).
Der heutige Ort wurde zum ersten Mal 1431 als Warad (nach einigen Quellen schon 1422 als Kyswarad) schriftlich erwähnt. Er war Besitz der nahen Burg Šurany, teilweise gehörte er dem Landadel sowie Familien wie Bosnyák, Károlyi, Thurzo und anderen. In der zweiten Hälfte des 16. Jahrhunderts wurde hier eine Festung gegen die vorrückenden Osmanen errichtet, dennoch war der Ort gegenüber dem Osmanischen Reich tributpflichtig und im 17. Jahrhundert zerstört.
1720 gab es hier 12 Haushalte, 1787 hatte die Ortschaft 61 Häuser und 438 Einwohner, die als Landwirte beschäftigt waren. 1871 arbeitete eine Papiermühle im Ort.
Bis 1918 gehörte der Ort im Komitat Neutra zum Königreich Ungarn und kam danach zur neu entstandenen Tschechoslowakei beziehungsweise heutigen Slowakei. In der Zeit der ersten tschechoslowakischen Republik bestand die Bevölkerung größtenteils aus Arbeitern in der nahen Zuckerfabrik Šurany und Häuslern. Auf Grund des Ersten Wiener Schiedsspruchs lag der Ort von 1938 bis 1945 noch einmal in Ungarn. Auch nach dem Zweiten Weltkrieg war Nitriansky Hrádok landwirtschaftlich geprägt, ein Teil der Bevölkerung pendelte zur Arbeit nach Šurany oder Nové Zámky. In der Volkszählung 1970, der letzten vor der Eingemeindung nach Šurany, wohnten 992 Einwohner in der Gemeinde.

## Bauwerke und Denkmäler

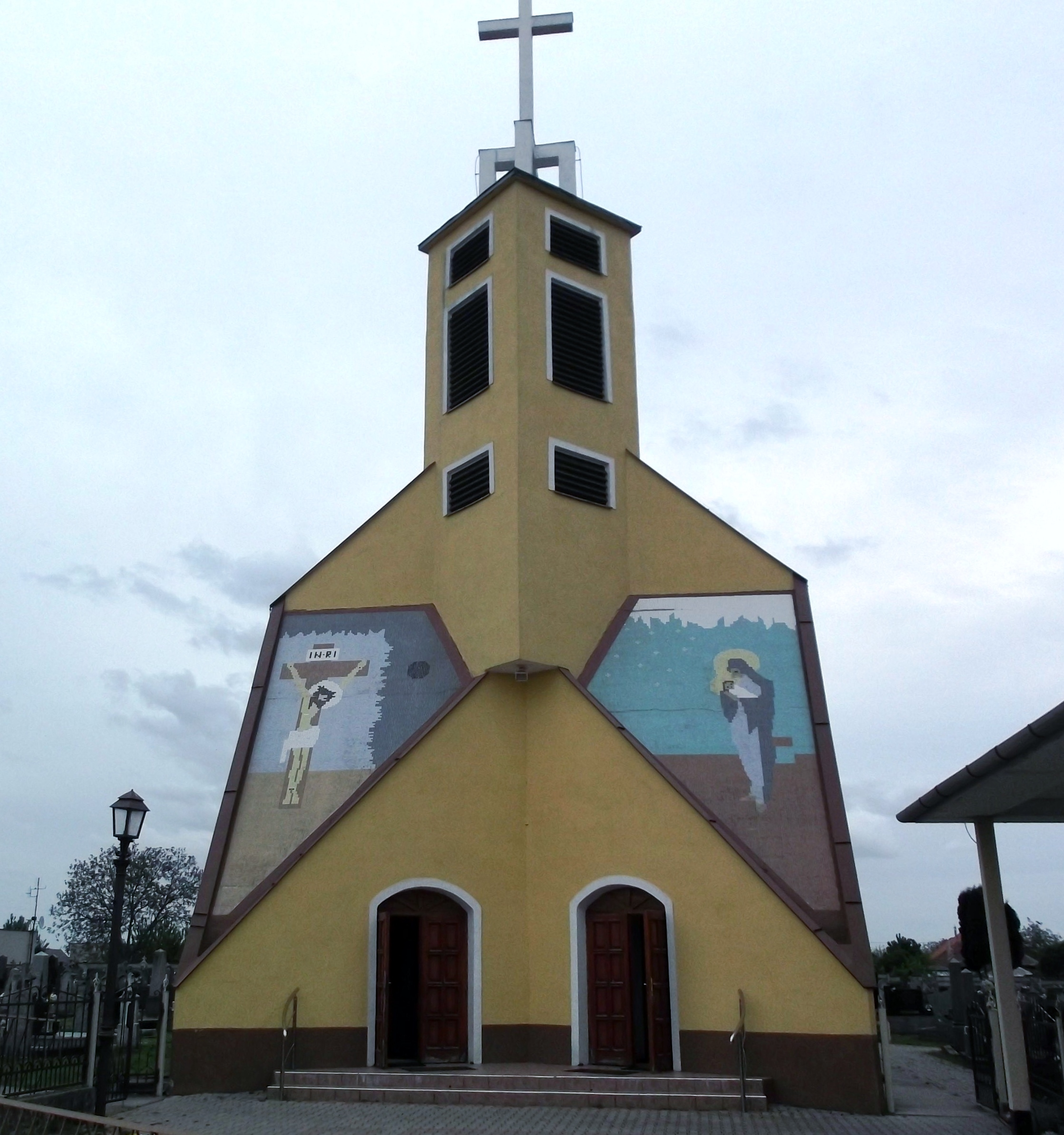
Kirche

- Martinskirche, ursprünglich aus dem 18. Jahrhundert, 1972–74 um den neuen Turm ergänzt und 2000 umfassend umgebaut
- Lourdeskapelle aus dem Jahr 1921
- Archäologische Fundstätte Zámeček
- Denkmal an die Venus von Hrádok im Ortszentrum aus dem Jahr 1998